# Reichskommissariat Turkestan

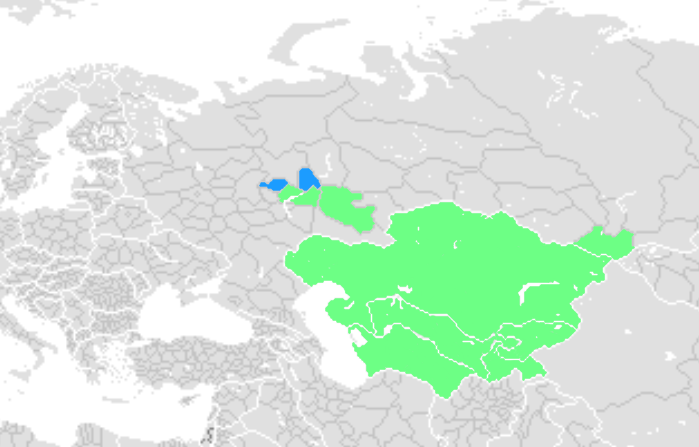
Proposta do Reichskommissariat Turkestan com possíveis inclusões em azul (Mari El e Udmúrtia).

Reichskommissariat Turkestan (também escrito como Turkistan, abreviado como RKT), foi um Reichskommissariat projetado pela Alemanha nazista para a ocupação nas repúblicas soviéticas da Ásia Central em seu conflito militar com a URSS durante a Segunda Guerra Mundial. O historiador soviético Lev Bezymenski afirmou que os nomes Panturkestan, Großturkestan ("Grande Turquestão") e Mohammed-Reich ("Império Muçama") também foram considerados para o território.
A proposta de um Reichskomissariat nesta região foi feita pelo ideólogo nazista Alfred Rosenberg, porém foi rejeitada por Adolf Hitler, que disse a Rosenberg que os planos nazistas deveriam ser restritos à Europa por enquanto. 